# Coilodes castaneus
Coilodes castaneus är en skalbaggsart som beskrevs av John Obadiah Westwood 1845. Coilodes castaneus ingår i släktet Coilodes och familjen Hybosoridae. Inga underarter finns listade i Catalogue of Life.